# Symploce royi
Symploce royi är en kackerlacksart som beskrevs av Karlis Princis 1963. Symploce royi ingår i släktet Symploce och familjen småkackerlackor. Inga underarter finns listade i Catalogue of Life.